# Джахан Шах IV
Джахан Шах IV, шахзаде Бидар Бахт, носивший мансаб Махмуд Шах Бахадур (1749—1790) — второй сын падишаха Могольской империи Ахмад Шаха, возведённый на престол падишаха в 1788 году и свергнутый через полтора месяца.
12 ноября 1752 году шахзаде Бидар Бахт, будучи ещё ребёнком, был назначен субадаром Лахора. Летом 1788 года афганский военачальник Гулям Кадир-хан захватил Дели, а 29 августа того же года сверг с престола падишаха Шах Алама II и заключил его под стражу. Вместо Шах Алама II падишахом был коронован шахзаде Бидар Бахт, принявший тронное имя Насир ад-дин Мухаммад Кучук Джахан Шах IV Падшах-и-Гази. Гулям Кадир-хан приказал уморить заключённого Шах Алама II голодом, однако новый падишах Джахан Шах IV приказал тайно снабжать пленника водой и пищей, чтобы тот не умер.
После подхода к Дели маратхских войск, 12 октября 1788 года афганская армия оставила город и через четыре дня Шах Алам II был возвращён на престол. Джахан Шах IV был заключен под стражу и в 1790 году по приказу падишаха Шах Алама II был убит.